# Médaille Lomonossov

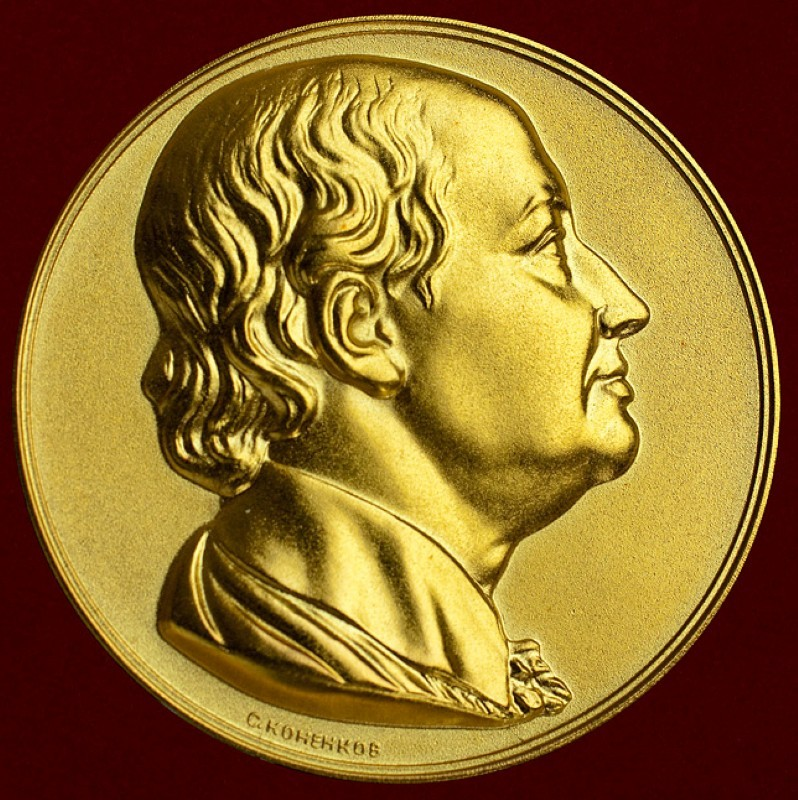
La médaille d'or Lomonossov.

La médaille Lomonossov (en russe : Большая золотая медаль имени М. В. Ломоносова), baptisée en l'honneur du scientifique et polymathe russe Mikhaïl Lomonossov, est décernée tous les ans depuis 1959 par l'Académie des sciences de Russie (anciennement Académie des sciences d'URSS) pour des travaux exceptionnels dans le domaine des sciences et des sciences humaines. L'académie décerne deux médailles chaque année : l'une à un scientifique russe, et l'autre à un scientifique étranger. Il ne faut pas confondre la médaille Lomonossov avec le prix Lomonossov, décerné depuis 1866.

## Lauréats de la médaille Lomonossov

### de 1959 à 1979
- 1959 : Piotr Kapitsa
- 1961 : Alexander Nesmeyanov (en)
- 1963 : Sin-Itiro Tomonaga et Hideki Yukawa
- 1964 : Sir Howard Walter Florey
- 1965 : Nikolaï Belov
- 1967 : Cecil Frank Powell et Igor Tamm
- 1968 : Vladimir Engelgardt et István Rusznyák (hu)
- 1969 : Giulio Natta et Nikolaï Semenov
- 1970 : Arnaud Denjoy et Ivan Vinogradov
- 1971 : Hannes Alfvén et Viktor Ambartsumian
- 1972 : Nicolas Muskhelichvili et Max Steenbeck
- 1973 : Aleksandr Vinogradov et Vladimír Zoubek (en)
- 1974 : Angel Balevski (en) et Alexandre Tselikov (ru)
- 1975 : Mstislav Keldych et Maurice Roy
- 1976 : Herman Klare (en) et Semyon Volfkovitch (ru)
- 1977 : Mikhaïl Lavrentiev et Linus Carl Pauling
- 1978 : Anatoly Alexandrov et Alexander Robert Todd
- 1979 : Alexandre Oparine et Béla Szőkefalvi-Nagy

### de 1980 à 1999
- 1980 : Jaroslav Kožešník (cs) et Boris Paton
- 1981 : Vladimir Kotelnikov et Pavle Savić
- 1982 : Dorothy Crowfoot Hodgkin et Iouli Khariton
- 1983 : Andreï Koursanov (ru) et Abdus Salam
- 1984 : Nikolaï Bogolioubov et Rudolf Mössbauer
- 1985 : Guillermo Haro et Mikhaïl Sadovsky (ru)
- 1986 : Sviatoslav Fiodorov et Josef Říman (cs)
- 1987 : John Bardeen et Alexandre Prokhorov
- 1988 : Jean Leray et Sergueï Sobolev
- 1989 : Nikolaï Bassov et Hans Bethe
- 1993 : John Kenneth Galbraith et Dmitri Likhatchov
- 1994 : Nikolaï Kotchetkov (ru) et James D. Watson
- 1995 : Anatole Abragam et Vitaly Ginzburg
- 1996 : Friedrich Hirzebruch et Nikolay Krasovsky (en)
- 1997 : Frank Press et Boris Sokolov (en)
- 1998 : Alexandre Soljenitsyne et Yosikazu Nakamura
- 1999 : Valentin Yanine et Michael Müller-Wille

### depuis 2000
- 2000 : Andreï Gaponov-Grekhov (ru) et Charles Townes
- 2001 : Alexander Spirin (en) et Alexander Rich
- 2002 : Olga Ladyjenskaïa et Lennart Carleson
- 2004 : Gouri Marchuk
- 2005 : Yuri Ossipyan (ru) et Peter Hirsch
- 2006 : Nikolaï Laverov (ru) et Rodney Charles Ewing
- 2007 : Andreï Zalizniak et Simon Franklin (en)
- 2008 : Ievgueni Primakov et Hélène Carrère d’Encausse
- 2009 : Vadim Tikhonovich Ivanov (ru) et Ryōji Noyori
- 2010 : Spartak Timofeevich Belyaev (de) et Gerard 't Hooft
- 2011 : Vladimir Tartakovsky et Roald Hoffmann